# Trofej Poreč
Trofej Poreč je moška enodnevna kolesarska dirka, ki vsako leto poteka zgodaj marca po hrvaškem delu Istre okoli Poreča. Prvič se je odvijala leta 2000, v preteklosti je potekala pod imeni Trofej Plava Laguna, G.P. Istra, Trofej Rivijera in G.P. Umag. Prvotno je potekala v obliki več izzivov brez skupnega zmagovalca po vzoru španske dirke Mallorca Challenge, od leta 2004 poteka v sedanji obliki enodnevne dirke. Od leta 2005 ima status dirke razreda 1.2 v okviru UCI Europe Toura. Najuspešnejši kolesar v zgodovini dirke je Matej Mugerli s štirimi zmagami.

## Zmagovalci
| Leto | Zmagovalec          | Drugi                  | Tretji                  |
| ---- | ------------------- | ---------------------- | ----------------------- |
| 2000 | Endrio Leoni        | John den Braber        | Crescenzo D'Amore       |
| 2000 | Endrio Leoni        | Kevin Hulsman          | Raffaele Bosi           |
| 2000 | Flavio Zandarin     | Michael Skelde         | Rajko Petek             |
| 2000 | Martin Hvastija     | Nicki Sørensen         | Danny Jonasson          |
| 2000 | Tomáš Konečný       | Danny Jonasson         | Igor Kranjec            |
| 2001 | Vladimir Miholjević | Morten Petersen        | Dean Podgornik          |
| 2001 | Zoran Klemenčič     | Milan Eržen            | Arno Kaspret            |
| 2001 | Andrus Aug          | Jan Bratkowski         | Arno Kaspret            |
| 2001 | Jan Bratkowski      | Branko Filip           | Oleksandr Fedenko       |
| 2001 | Lubor Tesar         | Martin Derganc         | Arno Kaspret            |
| 2002 | Volodimir Bileka    | Luigi Giambelli        | Boštjan Mervar          |
| 2002 | Jaroslav Popovič    | Volodimir Bileka       | Michal Precechtel       |
| 2002 | Boštjan Mervar      | Jaroslav Popovič       | Oscar Cavagnis          |
| 2002 | Andrus Aug          | Allan Davis            | Michal Precechtel       |
| 2002 | Hrvoje Miholjević   | Jacob Nielsen          | Boštjan Mervar          |
| 2002 | Fraser MacMaster    | Adam Wadecki           | Jindrich Vana           |
| 2003 | Angelo Ciccone      | Radoslav Rogina        | Michele Maccanti        |
| 2003 | Boštjan Mervar      | Sergej Lagutin         | Dean Podgornik          |
| 2003 | Aleksej Ščebelin    | Miran Kelner           | Kristjan Fajt           |
| 2004 | Matej Stare         | Gagor Arany            | Stefan Schumacher       |
| 2005 | Jochen Summer       | Borut Božič            | František Raboň         |
| 2006 | Simon Špilak        | Matej Stare            | Borut Božič             |
| 2007 | Marko Kump          | Grega Bole             | Ivan Fanelli            |
| 2008 | Aldo Ino Ilešič     | Alexander Kristoff     | Marko Kump              |
| 2009 | Ole Haavardsholm    | Sergej Kolesnikov      | Hrvoje Miholjević       |
| 2010 | Matej Gnezda        | Radoslav Rogina        | Matej Stare             |
| 2011 | Blaž Jarc           | Marco Haller           | Jure Zrimšek            |
| 2012 | Matej Mugerli       | Matej Gnezda           | Luka Mezgec             |
| 2013 | Matej Mugerli       | Riccardo Zoidl         | Marco Benfatto          |
| 2014 | Maksim Averin       | Daniel Biedermann      | Matej Mugerli           |
| 2015 | Marko Kump          | Erik Baška             | Maksim Averin           |
| 2016 | Matej Mugerli       | Jan Tratnik            | Daniel Auer             |
| 2017 | Matej Mugerli       | Russell Downing        | Ian Bibby               |
| 2018 | Emīls Liepiņš       | Asbjørn Kragh Andersen | Dušan Rajović           |
| 2019 | Fabian Lienhard     | Patrick Gamper         | Florian Stork           |
| 2020 | Olav Kooij          | Gašper Katrašnik       | Tilen Finkšt            |
| 2021 | Filippo Fiorelli    | Enrique Sanz           | Tilen Finkšt            |
| 2022 | Dušan Rajović       | Matevž Govekar         | Viktor Potočki          |
| 2023 | Patryk Stosz        | Adam Ťoupalík          | Thibaud Gruel           |
| 2024 | Matthew Brennan     | Lorenzo Conforti       | Rasmus Søjberg Pedersen |
| 2025 | Matteo Milan        | Patryk Stosz           | Paul Wright             |